# Фрейзер, Стив
Стивен Ховард «Стив» Фрейзер (англ. Steven Howard "Steve" Fraser; род. 23 марта 1958, Хейзел-Парк, Мичиган) — американский борец греко-римского стиля, чемпион Олимпийских игр, чемпион Панамериканских игр. Первый борец из США, победивший на олимпийских играх по греко-римской борьбе.

## Биография
Начал заниматься борьбой в школе в Хейзел-Парке и продолжил в Мичиганском университете. Во время учёбы дважды завоевал национальные титулы по версии NCAA. В 1980 году, закончив обучение, он продолжил заниматься борьбой в государственном клубе Мичигана. Был включен в сборную команду США для участия в чемпионате мира 1979 года, но проиграв две схватки, из соревнований выбыл. В 1982 году выступил на Гран-при Германии и занял там только пятое место; в том же году вновь потерпел поражение на чемпионате мира. В 1983 году победил на Панамериканских играх.
На Летних Олимпийских играх 1984 года в Лос-Анджелесе боролся в категории до 90 килограммов (полутяжёлый вес). В виду бойкота олимпийских игр странами социалистического лагеря, в турнире не приняли участия сильнейшие на тот момент спортсмены этой весовой категории: Игорь Каныгин, Атанас Комшев, Норберт Нёвеньи.  Участники турнира, числом в 13 человек в категории, были разделены на две группы. За победу в схватках присуждались баллы, от 4 баллов за чистую победу и 0 баллов за чистое поражение. Когда в каждой группе определялись три борца с наибольшими баллами (борьба проходила по системе с выбыванием после двух поражений), они разыгрывали между собой места в группе. Затем победители групп встречались в схватке за первое-второе места, занявшие второе место — за третье-четвёртое места, занявшие третье место — за пятое-шестое места. Во всех схватках борьба проходила упорно, но Стив Фрейзер сумел победить всех и стал первым в истории США чемпионом олимпийских игр по греко-римской борьбе.
| Круг                           | Соперник         | Страна    | Результат | Основание                         | Время схватки |
| ------------------------------ | ---------------- | --------- | --------- | --------------------------------- | ------------- |
| 1                              | -                | -         | -         | -                                 | -             |
| 2                              | Карой Копаш      | Югославия | Победа    | 4-1 (3 балла)                     |               |
| 3                              | Тони Ханнула     | Финляндия | Победа    | Пассивность соперника (3 балла)   |               |
| 4                              | Фрэнк Андерссон  | Швеция    | Победа    | 4-1 (3 балла)                     |               |
| Финал в группе «А» (встреча 1) | Георгиос Позидис | Греция    | Победа    | 2-1 (3 балла)                     |               |
| Финал                          | Илье Матей       | Румыния   | Победа    | 1-1 (по дополнительным критериям) |               |

В 1985 году занял второе место на турнире под названием «Абсолютный Чемпионат Мира» в Токио, проиграв в финале Игорю Каныгину.
С 1980 по 1987 год был помощником главного тренера по борьбе в университете Мичигана и с 1987 по 1993 год в Восточном университете Мичигана. В октябре 1995 года стал тренером национальной сборной по греко-римской борьбе. Под его руководством сборная США добилась самых больших успехов в истории, в частности его учеником является Рулон Гарднер, победивший в финале олимпийских игр в Сиднее Александра Карелина
Автор ряда пособий и статей по борьбе. Член национального Зала славы борьбы.